# Hrušovany nad Jevišovkou
Hrušovany nad Jevišovkou (deutsch Grusbach) ist eine Stadt im südtschechischen Mähren. Sie liegt 26 Kilometer östlich von Znojmo (Znaim) und gehört zum Okres Znojmo (Bezirk Znaim).

## Geographie
Hrušovany nad Jevišovkou befindet sich linksseitig der Jevišovka (Jaispitz) in der südmährischen Thaya-Schwarza-Talsenke. Nordöstlich erhebt sich der Hügel Bruska (213 m). Westlich der Stadt verläuft die Eisenbahnstrecke von Brno (Brünn) nach Hevlín (Höflein an der Thaya), südlich die zwischen Znojmo (Znaim) und Břeclav (Lundenburg). Zweieinhalb Kilometer südwestlich der Stadt an der Kreuzung beider Bahnen liegt der Bahnhof Hrušovany nad Jevišovkou. Der Ort war ursprünglich als ein Platzdorf angelegt.
Nachbarorte sind Na Pastvinách und Litobratřice (Leipertitz) im Norden, Drnholec (Dürnholz) im Nordosten, Novosedly (Neusiedl am Sand) und Jevišovka (Fröllersdorf) im Osten, Wildendürnbach und Travní Dvůr im Südosten, Hrabětice (Grafendorf) und Šanov (Schönau) im Süden, Nový Dvůr (Neuhof) im Südwesten, Karlov und Kolonie u Dvora im Westen sowie Pravice (Probitz) im Nordwesten.

## Geschichte

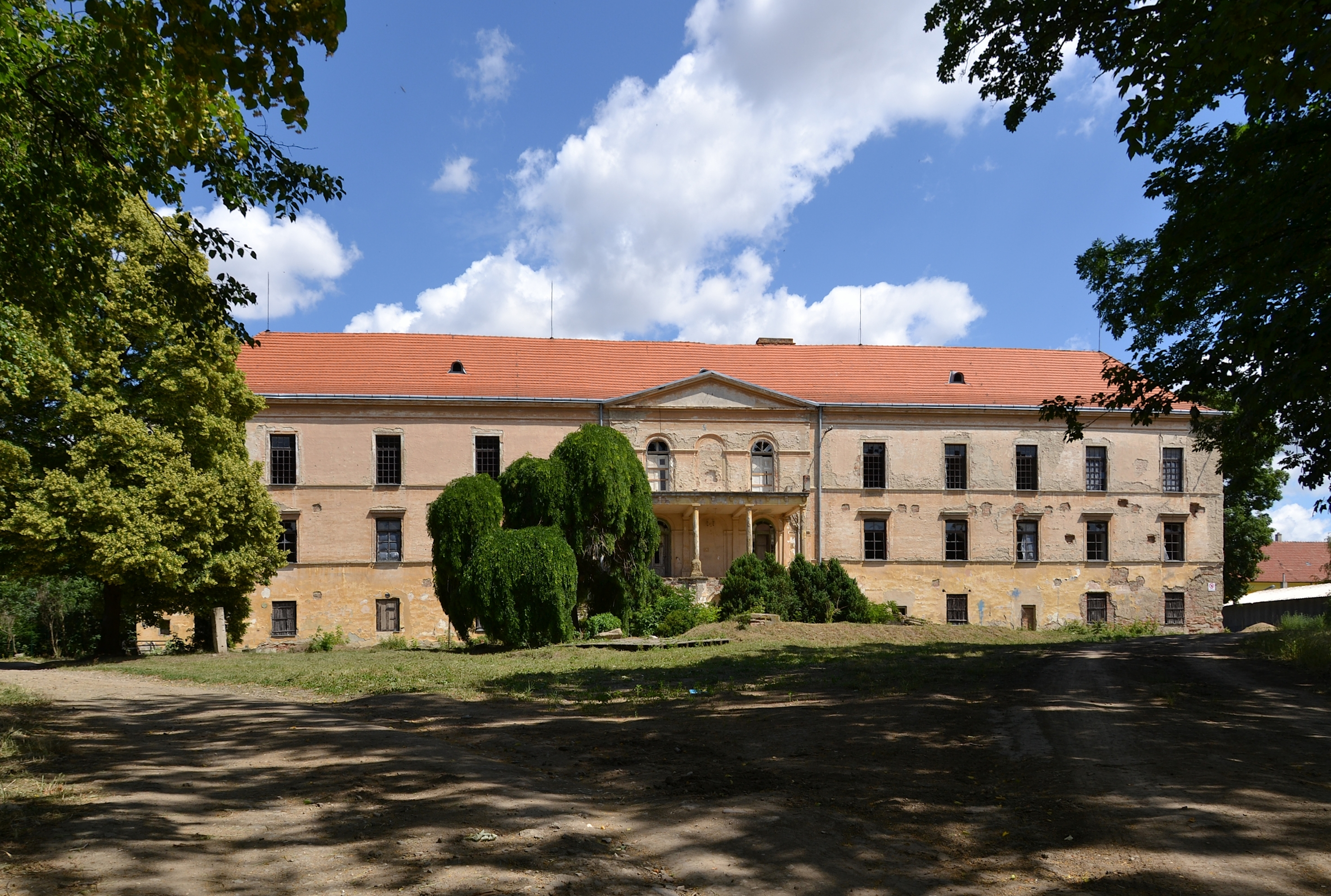
Schloss Grusbach

### Urgeschichte bis Hochmittelalter
Durch archäologische Funde kann eine Besiedlung des Stadtgebietes seit der Jungsteinzeit belegt werden. So wurde u. a. ein Beingrab aus der Glockenbecherkultur aufgefunden. Erwähnenswert ist auch der 1925 gemachte Fund eines bronzezeitlichen Grabes im Gelände der Ziegelei.
Die bis 1945 gesprochene „ui“-Mundart (bairisch-österreichisch) mit ihren speziellen bairischen Kennwörtern weist auf eine spätere Besiedlung durch entsprechende Stämme hin, wie sie nach 1050, aber vor allem im 12/13. Jahrhundert erfolgte.

### Ersterwähnung (1131), Besitz der Johanniter
Die erste urkundliche Erwähnung des Ortes erfolgte 1131, als die Kirche in Znojmo drei Hufen Land in Grusovaz besaß. 1159 stiftete Vladislav II. einen Teil des Dorfes dem Johanniterorden in Prag, der später das gesamte Dorf kaufte. Nach dem österreichischen Einfall in Mähren besiegte Johann von Lichtenburg 1331 bei Grusbach die Eindringlinge und eroberte das Land zugunsten von Johann von Luxemburg zurück. Seit 1339 ist eine Pfarre und ebenfalls die Feste belegt.

### Hussiten (bis 1428), im Besitz der Weitmühl (ab 1490), Marktrechte (1495)
In den Hussitenkriegen wurde die Feste von den Aufständischen besetzt. Erst 1428 schlug Johann Kraiger von Kraigk die Hussiten und vertrieb sie aus dem Ort. 1490 erwarben die Brüder Benedikt und Ludwig von Weitmühl die Herrschaft. Am 28. April 1495 wurden Grusbach durch Vladislav II. Marktrechte verliehen. Diese wurden 1524, 1557 und 1622 bestätigt. Sebastian von Weitmühl verkaufte den Besitz 1524 an Johann von Pernstein. Ihm folgte sein Sohn Vratislav, welcher Grusbach 1560 an Johann den Älteren von Zierotin verkaufte.

### Konfessionskriege, Rekatholisierung, Besitzerwechsel

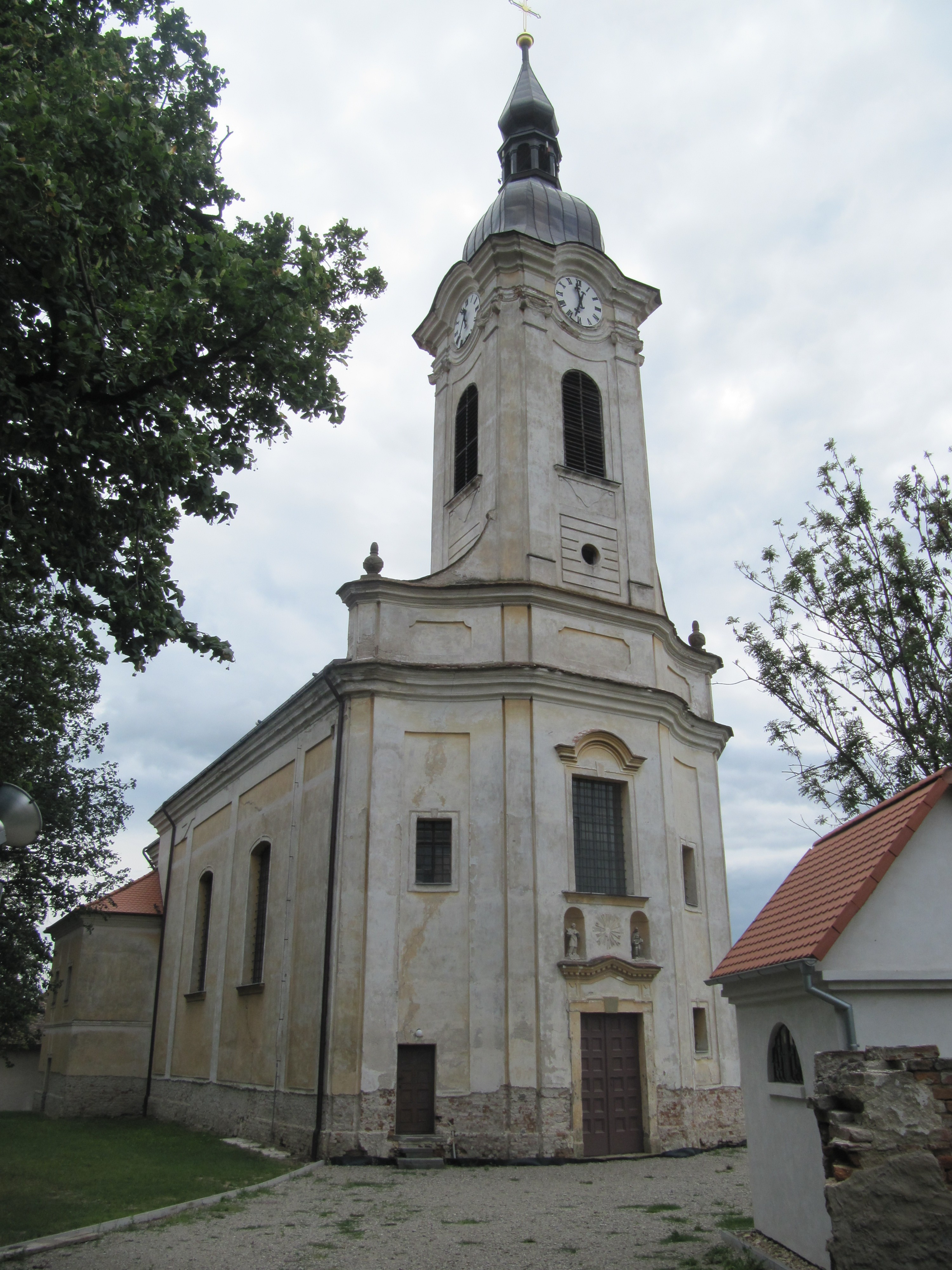
Dorfkirche

In der Zeit der Reformation wurde der Ort lutherisch. Erst nach dem Sieg der kaiserlichen Truppen in der Schlacht am Weißen Berg und der einsetzenden Gegenreformation wurde Grusbach wieder katholisch.
Im zweiten Jahr des Dreißigjährigen Krieges, im Jahre 1619, wurde der Ort von kaiserlichen Truppen geplündert und gebrandschatzt. Nach mehreren Besitzerwechseln erwarb Seyfried Christoph von Breuner 1622 die Herrschaft Grusbach und ab 1668 wurde Michael Graf von Althann Besitzer des Ortes.
Die Matriken werden seit 1676 geführt. Dabei handelt es sich um Kirchenbücher. Im Jahre 1678 wird erstmals ein Lehrer im Ort genannt.
1710 wurde das Marktrecht durch Josef I. bestätigt.

### Kammel Edle von Hardegger (ab 1840), Stadtbrände, Eisenbahn (1870, 1873)

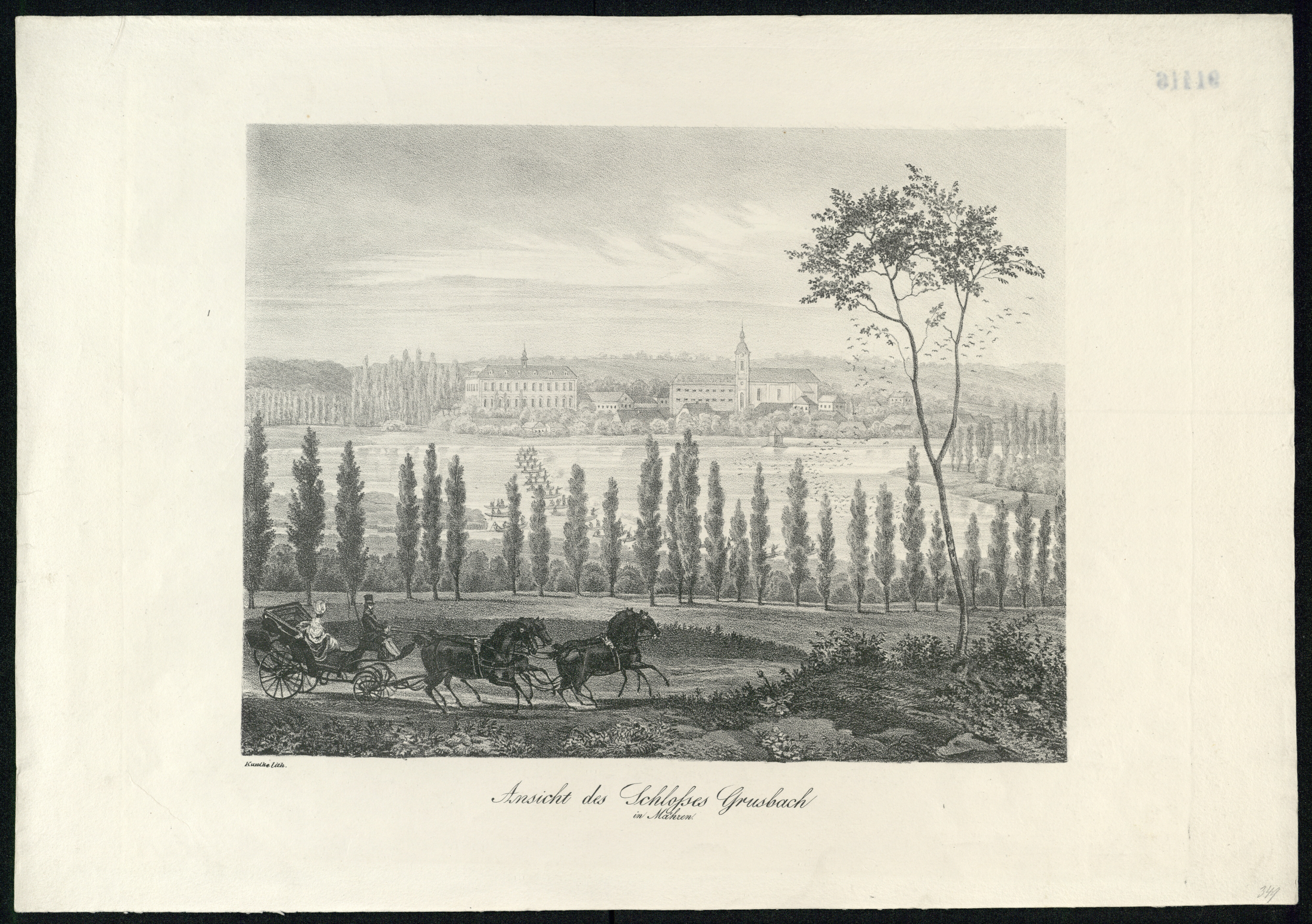
„Ansicht des Schlosses Grusbach in Mähren“ von Adolf Bedřich Kunike, 1777–1838, um 1833–1835

Nach dem Erlöschen der Linie der Althann fiel das Erbe 1840 an die Familie Kammel Edle von Hardegger. Sie bauten ihr barockes Schloss klassizistisch um.
In den Jahren 1783, 1827, 1828 und 1832 wüteten Brände im Ort. Da das alte Gebäude baufällig war, wurde im Jahre 1788 ein neues Schulgebäude errichtet, welches aber im Jahre 1863 durch einen weiteren Neubau ersetzt wurde. Auch dieser Neubau war nicht groß genug, und so wurde er in den folgenden Jahren auf vier Klassen erweitert.
Im November 1870 nahm die Hauptstrecke von Wien nach Brünn der Österreichisch-ungarischen Staatseisenbahngesellschaft den Betrieb auf und 1873 entstand bei Grusbach der Eisenbahnknoten mit der Eröffnung der Strecke von Znaim nach Lundenburg durch die k.k. privilegierte Lundenburg-Nikolsburg-Grußbacher Eisenbahn.

### Khuen-Belasi (ab 1880), Zuckerfabrik, Tschechoslowakei (ab 1919), Bodenreform
1880 gelangten die Güter durch Heirat an die Grafen Khuen-Belasi. Eduard Khuen-Belasi ließ zwei Jahre später auf Schönauer Fluren das Schlösschen Emmahof als neuen Familiensitz errichten.
Im Jahre 1909 hielt sich Kaiser Franz Josef auf der Durchfahrt zu den Manövern ungefähr 20 Minuten lang auf dem reich geschmückten Bahnhof auf, wo ihm die Bevölkerung huldigte. Ein kleines Mädchen, welches dem Kaiser einen Blumenstrauß überreichte und ein Gedicht aufsagte, erhielt ein goldenes Kettenarmband mit 28 Brillanten und zwei Rubinen.

Zuckerfabrik, 1931

1930 hatte Grusbach 2945 Einwohner, von denen 2164 Deutsche waren. Viele Grusbacher lebten von der Vieh- und Landwirtschaft. Der in Südmähren seit Jahrhunderten gepflegte Weinbau wurde nur wenig betrieben und nach der Reblausplage 1864 gingen die produzierten Mengen nie über den Eigenbedarf hinaus. Auch die Jagd war mit jährlich 800 – 1.800 Hasen, 1.500 Rebhühnern, 50 – 200 Fasanen, 2 – 4 Rehböcken, 30 – 100 Wildschweinen sehr einträglich. Neben dem üblichen Kleingewerbe gab es noch eine Zuckerfabrik, eine Ziegelei, einen Ringofen, eine Mühle, ein landwirtschaftliches Lagerhaus, zwei Tankstellen, einen Vieh- und einen Kohlenhändler, einen Flaschenbierabfüller, zwei Bauholzhändler und einen Sodawasser- und Limonadenhersteller. Vor 1914 werden auf dem freien Feld ostwärts der Leipertitzer Straße Artillerie-Schießübungen abgehalten.
Nach dem Ersten Weltkrieg, 1914–1918, der 65 Bewohner an der Front das Leben kostete, zerfiel der Vielvölkerstaat Österreich-Ungarn. Der Vertrag von Saint-Germain 1919 sprach die strittigen Territorien der Tschechoslowakei zu. Grusbach war 1910 zu 92 % von Mährern, die dem bairisch-österreichischen Dialektraum angehörten, bewohnt.
In der Zwischenkriegszeit kam es durch neu ernannte Beamte und Siedler zu einem vermehrten Zuzug von Personen tschechischer Nationalität. Durch die Bodenreform wurden ca. 1770 ha des Landes von Grafen Khuen-Belasi enteignet. Als Entschädigung erhielt dieser 7 Jahre später ein Zehntel des tatsächlichen Wertes. Das Land wurde großteils an tschechische Bauern und Neusiedler verteilt; an der Dürnholzer Straße und in der Flur Na Hajdách (heute Pastviny) entstanden zwei tschechische Kolonien. Zwischen den Volkszählungen 1910 und 1930 war der Ortsanteil der tschechischen Bevölkerung von unter 7 % auf 22 % angestiegen. Die Elektrifizierung des Ortes erfolgte im Jahre 1930.

### Münchner Abkommen, Zugehörigkeit zum Deutschen Reich (1938–1945), Vertreibung (ab 1946)
Infolge des Münchner Abkommens wurde Grusbach mit 1. Oktober 1938 ein Teil des deutschen Reichsgaus Niederdonau. 
Nach dem Ende des Zweiten Weltkrieges (8. Mai 1945), der 131 Opfer forderte, wurden die im Münchner Abkommen an Deutschland übertragenen Territorien wieder der Tschechoslowakei zugeordnet. Antideutsche Maßnahmen während und nach Kriegsende forderten 17 Tote unter der deutschen Zivilbevölkerung. Um diesen Exzessen zu entgehen, flohen Viele über die nahe Grenze nach Österreich. Zwischen dem 22. Juni und dem 18. September 1946 wurden im Rahmen der Vertreibung der Deutschen aus der Tschechoslowakei 206 Deutsche nach Westdeutschland ausgesiedelt. 64 tschechische und 38 deutsche Familien konnten im Ort verbleiben.
In Übereinstimmung mit den ursprünglichen Überführungszielen Potsdams verlangte die UdSSR die Umsiedlung aller „Volksdeutschen“ aus Österreich nach Westdeutschland. 195 der nach Österreich geflohenen Familien konnten im Lande verbleiben. Alle anderen Grusbacher wurden nach Deutschland weitertransferiert.

### Zuckerfabrik (1970), Stadt (seit 1996)
1970 wurde mit Unterstützung polnischer Spezialisten bei Hrušovany nad Jevišovkou eine der größten und modernsten Zuckerfabriken der Tschechoslowakei errichtet, die heute zur österreichischen Agrana-Gruppe gehört.
Seit Februar 1996 ist Hrušovany nad Jevišovkou eine Stadt.

## Wappen und Siegel
Aufgrund von Kriegsschäden und Verwüstungen ist kein Siegelabdruck vor dem Dreißigjährigen Krieg bekannt. Erst im Jahre 1710 taucht ein neues Siegelbild auf. Es zeigt einen von Arabesken umgebenen Schild zwei übereinander, aber entgegengesetzt schwimmenden Fische, oben und unten beseitet von je zwei Rosenblüten. Spätere Siegel unterscheiden sich von diesen nur geringfügig.
Mit der Markterhebung erhielt der Ort ebenso das Recht ein Wappen zu tragen. Aber erst im 19. Jh. taucht dieses Wappen in der Fachliteratur und im praktischen Gebrauch auf. Es zeigt ein blaues Schild mit zwei entgegengesetzt schwimmende silberne Fische, welche begleitet von vier silbernen Rosenblüten werden. Im 20. Jh. wurden die Rosenblüten durch Sterne ersetzt.

## Bevölkerungsentwicklung
| Volkszählung | Einwohner gesamt | Volkszugehörigkeit der Einwohner | Volkszugehörigkeit der Einwohner | Volkszugehörigkeit der Einwohner |
| Jahr         | Einwohner gesamt | Deutsche                         | Tschechen                        | Andere                           |
| ------------ | ---------------- | -------------------------------- | -------------------------------- | -------------------------------- |
| 1880         | 2274             | 2255                             | 16                               | 3                                |
| 1890         | 2162             | 2126                             | 26                               | 10                               |
| 1900         | 2362             | 2138                             | 189                              | 35                               |
| 1910         | 2569             | 2371                             | 178                              | 20                               |
| 1921         | 2643             | 2228                             | 300                              | 115                              |
| 1930         | 2945             | 2164                             | 652                              | 129                              |
| 1939         | 2590             | 2164                             | 426                              | 0                                |
| 1961         | 2470             | 0                                | 2470                             | 0                                |

## Stadtgliederung
Für die Stadt Hrušovany nad Jevišovkou sind keine Ortsteile ausgewiesen. Zum Ort gehört die Siedlung U Nádraží.

## Sehenswürdigkeiten
- Schloss Hrušovany, das dreiflügelige, ursprünglich barocke Bauwerk aus dem Jahre 1669 wurde 1840 klassizistisch umgestaltet. Nach dem Zweiten Weltkrieg diente es als Kaserne und Arbeitslager, seit 1986 ist der heruntergewirtschaftete Bau leerstehend.
- barocke Pfarrkirche St. Stephan, die 1758 nach Plänen von Joseph Emanuel Fischer von Erlach vollendete Kirche ersetzte einen Vorgängerbau von 1339
- barocke Statuengruppe der Hl. Dreifaltigkeit aus dem Jahre 1711
- Grabkapelle und Ehrengrab von Max Dvořák auf dem Friedhof
- Schloss Emin zámek (Emmahof), das vier Kilometer westlich im Wald gelegene neobarocke Schlösschen entstand 1882 für Eduard Khuen-Belasi. Die Innenausgestaltung erfolgte durch Alfons Mucha.
- Villa des Direktors der Rohrbacher Zuckerfabrik von Adolf Loos (1918)
- Bildsäulen (Gnadenstuhl auf Wolkensäule, hl. Florian (1714), hl. Felix, hl. Rochus, hl. Antonius (1724), Johann von Nepomuk (1714))
- Rathaus (1856)
- Spital (1878) der barmherzigen Schwestern vom hl. Borromäus bis 1928, Umbau (1931)
- Kriegerdenkmal (1926)[16]

## Brauchtum
Reiches Brauchtum bestimmte den Jahreslauf und das Leben der 1945/46 vertriebenen Ortsbewohner:
- Der Ort durfte vier Jahrmärkte abhalten. Diese fanden an den Donnerstagen nach Neujahr, am ersten Mai-Donnerstag, nach Romanus (9. August) und nach Andreas (30. November) statt.
- Der Kirtag fand immer am ersten Sonntag nach St. Laurentius (10. August) statt.

## Söhne und Töchter der Stadt
- Josef Landgraf zu Fürstenberg (1777–1840), Hofburgtheaterdirektor
- Dominik Kammel von Hardegger (1844–1915), Arzt und Forschungsreisender
- Walter Mondl (1923–2004), Politiker und Beamter
- Sára Bejlek (* 2006), Tennisspielerin